# Estación de Zazpikaleak/Casco Viejo
Ubicada en el casco antiguo de la capital vizcaína, con accesos desde las plazas de San Nicolás y Miguel de Unamuno, se trata desde 2017 de una estación combinada, que permite el transbordo entre los servicios prestados por Metro Bilbao (L1 y L2) y Euskotren Trena (L3). En concreto, se compone de dos instalaciones, diferenciadas e interconectadas, que comparten la denominación: un vestíbulo principal en superficie junto a la iglesia (acceso a L3) y una caverna subterránea bajo las Calzadas de Mallona (acceso a L1 y L2). Además de los servicios de metro, la estación también da servicio a las líneas de cercanías E1 (Matiko-Bilbao–Amara-Donostia), E3 (Kukullaga-Etxebarri–Lezama) y E4 (Matiko-Bilbao–Bermeo), todas ellas de Euskotren Trena. 
La confluencia directa de ambos tipos de transporte le confiere su condición de intercambiador, siendo uno de los más importantes de la ciudad, junto con el de San Mamés y el conjunto intermodal alrededor de la estación de Abando Indalecio Prieto. Además, dada su posición estratégica, también facilita la intermodalidad con el tranvía en el apeadero de Arriaga (a 350 m), con la red de cercanías de Renfe en las estaciones de Abando y Concordia (líneas C-1, C-2, C-3, C-4 y R3b), así como con múltiples rutas de los servicios Bizkaibus y Bilbobus, que cuentan con paradas en la Plaza Circular o las calles de Hurtado de Amézaga o de Bailén, entre otros puntos próximos. Asimismo, cuenta con una parada de taxis junto al Arenal.

## Estructura y accesos

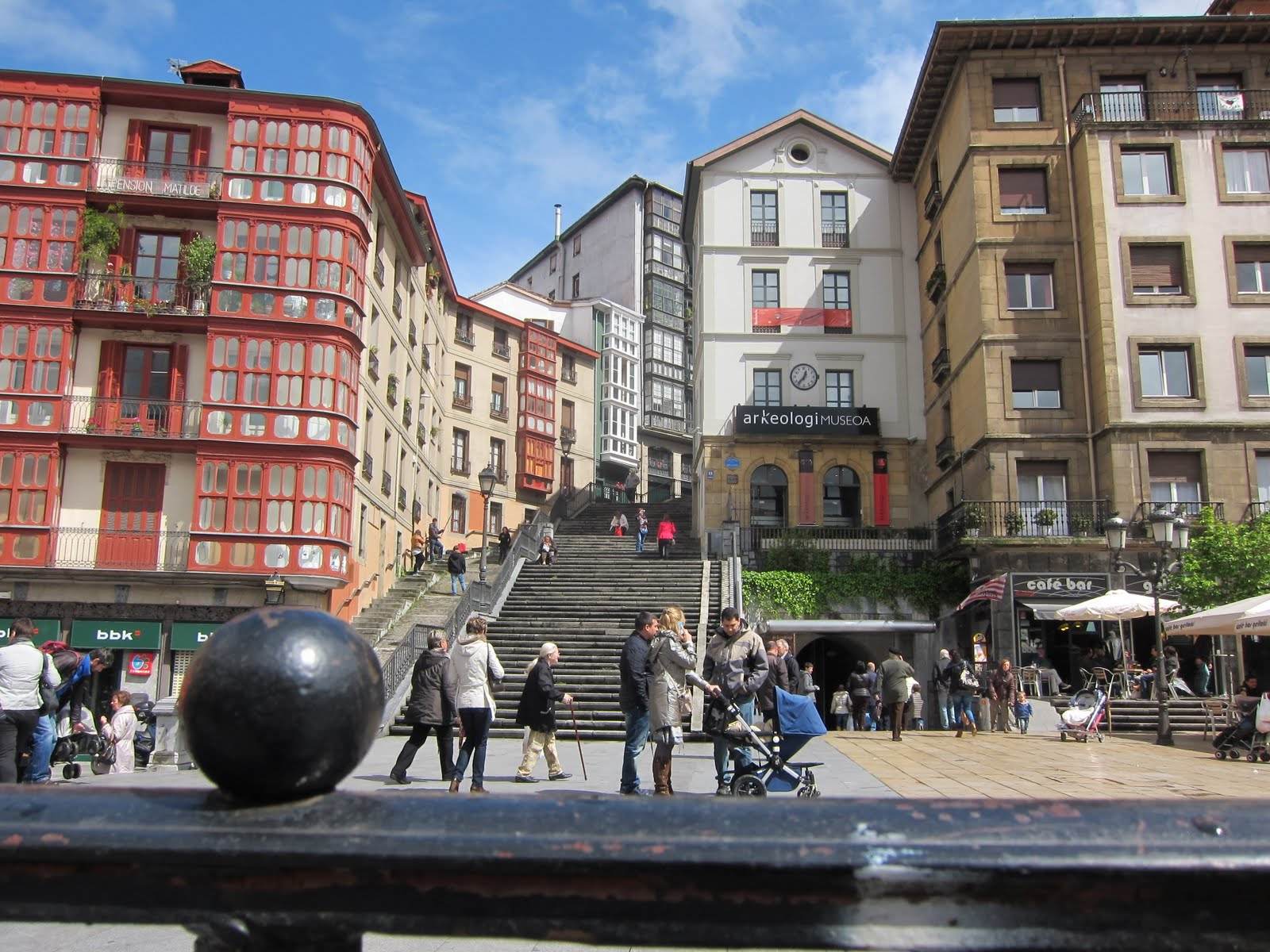
Acceso directo a los andenes subterráneos de Metro Bilbao (L1/L2) desde la plaza Miguel de Unamuno y Jugo, a través del túnel de peatones ubicado bajo el edificio de la antigua estación de Bilbao-Calzadas (actual Museo Arqueológico)

El vestíbulo principal del complejo, en la plazuela San Nicolás, da acceso inmediato a los servicios de la línea 3 de metro, así como a las de cercanías E1 (hacia San Sebastián), E3 (hacia Lezama) y E4 (hacia Bermeo). Su zona de andenes, con uno por sentido, está ubicada en el nivel superior, y es accesible mediante varias escaleras normales y mecánicas, así como dos ascensores (uno por andén) aptos para personas de movilidad reducida (PMR), situado todo ello a mano izquierda. La correspondiente línea de canceladoras se encuentra en la planta inferior.
También a nivel de calle, cuenta con una taquilla de información y venta de títulos propios de Euskotren, una Oficina de Atención al Cliente del CTB, así como varias máquinas de venta de títulos ocasionales, y de recarga y venta de tarjetas Barik.
A los andenes subterráneos de las líneas de metro 1 y 2, que están en un nivel inferior, tras el vestíbulo, se accede mediante un corto túnel. De nuevo, el leve desnivel entre la entrada principal y dicho túnel se puede salvar mediante escaleras mecánicas, normales, o ascensor. Recorrido el túnel, el usuario llega a una mezzanina, donde se encuentra la línea de canceladoras y, tras ella, sendas escaleras para bajar al andén de cada sentido. También se puede optar por sendos ascensores para descender, con canceladoras a pie de andén. Esta vía posibilita transbordos fáciles entre las líneas de los dos operadores.

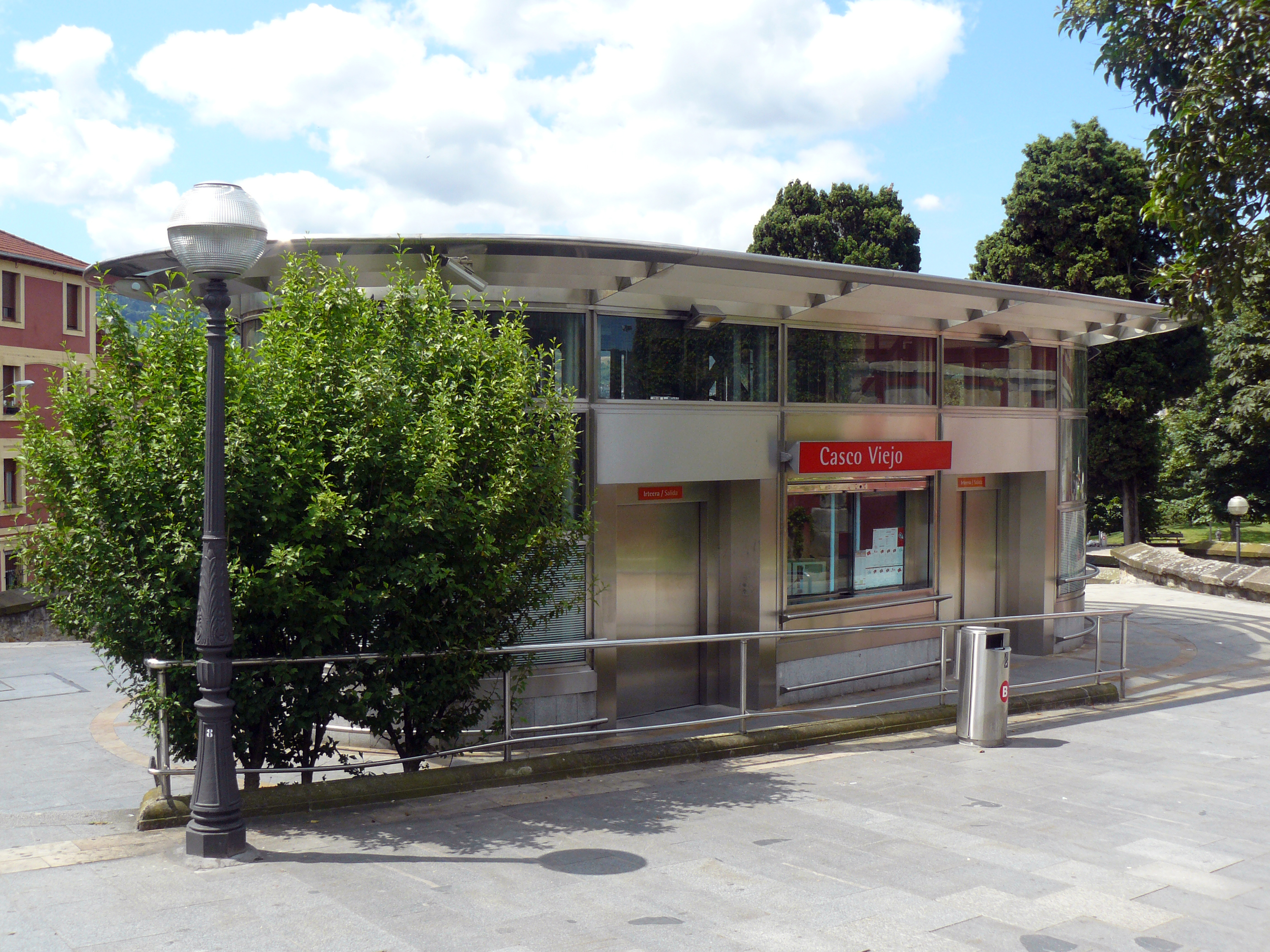
Acceso por ascensor a la estación subterránea de Metro Bilbao desde el alto de Begoña

El otro acceso destacado a la estación es un túnel peatonal, más largo, cuya boca está ubicada en la plaza de Miguel de Unamuno, bajo el Museo Arqueológico de Vizcaya (antigua estación de Calzadas). También cuenta con otro acceso secundario por ascensor, en el alto de Mallona, denominado Begoña. Sin embargo, estos dos últimos solo son apropiados para entrar a los servicios L1 y L2, pues dan acceso directo a la caverna subterránea de Metro Bilbao, y no al vestíbulo principal; en concreto, confluyen junto a otra mezanina y línea de canceladoras, en el extremo opuesto de la caverna.
Llegar a los andenes de la L3 desde los anteriores accesos conllevaría atravesar alguno de los andenes de las líneas L1 y L2, cruzando tres líneas de canceladoras (se cobraría un viaje adicional), además de varios túneles, y escaleras o ascensores. En su lugar, el acceso a la línea 3 desde Unamuno se debe hacer desde la entrada principal de San Nicolás, recorriendo la calle Askao, que une ambas plazas.

## Historia y servicios

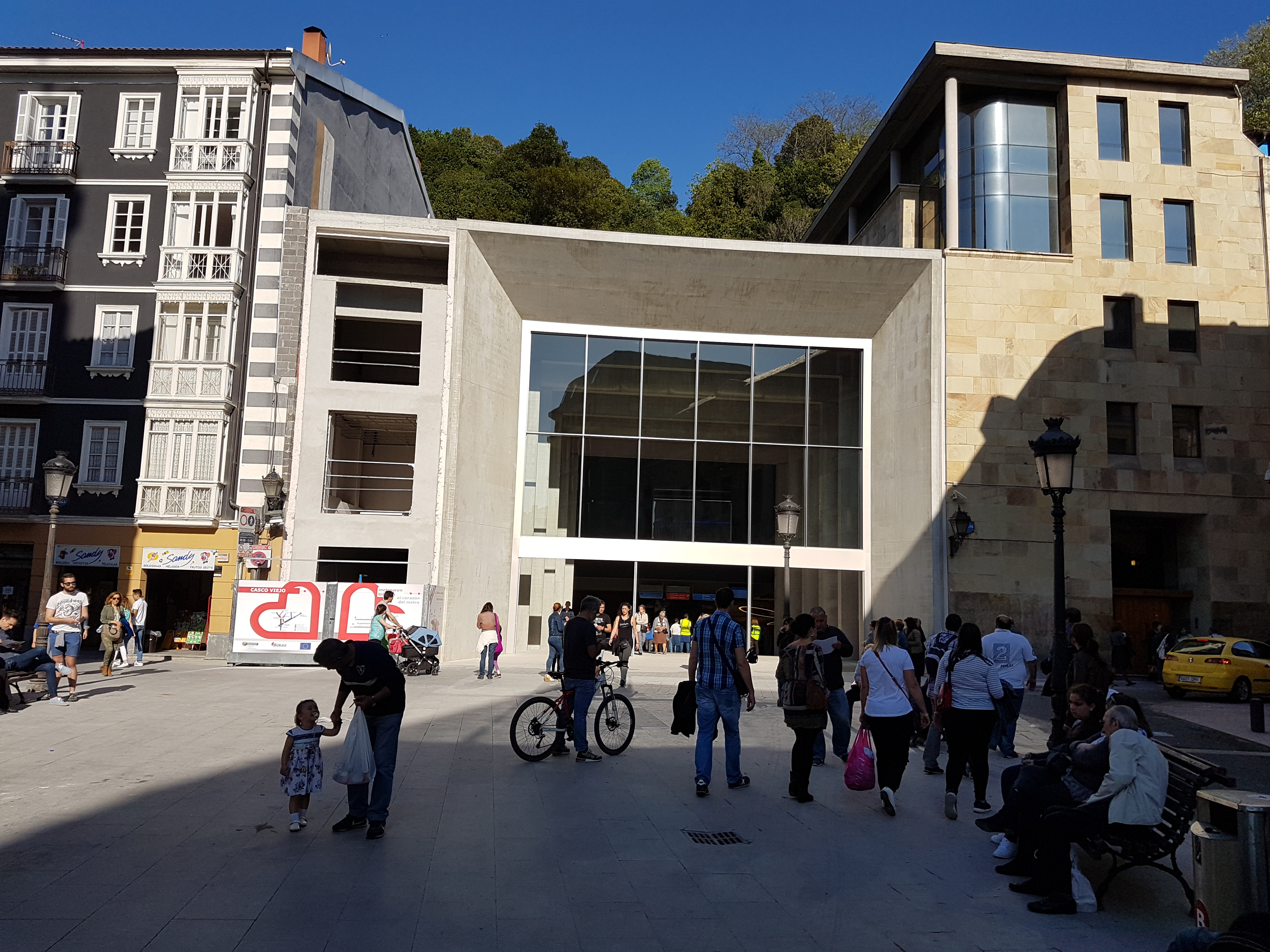
Estación de Zazpikaleak/Casco Viejo. Aspecto exterior del vestíbulo de San Nicolás poco después de su inauguración, en 2017 (aún en obras)

Si bien el actual edificio vanguardista que sirve de vestíbulo principal —concebido por el estudio de Norman Foster (Foster & Partners), con un diseño propio dentro de la red de metro— es una obra reciente inaugurada en 2017, el emplazamiento en que se encuentra, en la confluencia de las calles de la Esperanza y de Ascao, a la altura de la Plaza de San Nicolás, es un punto de larga tradición ferroviaria en la villa bilbaína. El inmueble se ubica allí donde se encontraba la antigua estación de Bilbao-Aduana, inaugurada el 1 de julio de 1904 como nueva cabecera bilbaína del Ferrocarril de Bilbao a Las Arenas y Plencia. La estación tomó su nombre del primer edificio de la Aduana de Bilbao (1841-1845), precursor del ubicado en la Plaza de Pío Baroja, en Uribitarte. Para entonces, la línea ya llevaba funcionando casi dos décadas, desde 1887, con su cabecera original en la extinta estación de Bilbao-San Agustín, situada en el solar donde hoy se erige el nuevo edificio administrativo del Ayuntamiento de Bilbao. Un ramal que partía desde la boca este de la estación de Matico enlazaba la línea existente con la nueva terminal, reservándose desde entonces la antigua cabecera de San Agustín al tráfico de mercancías.
Desde aquella primera estación de Bilbao-Aduana hasta nuestros días, la que es la estación de tren por excelencia en el Casco Viejo de Bilbao ha pasado por dos reencarnaciones, en ambos casos como consecuencia del desarrollo del metro de Bilbao. La primera tuvo lugar en 1995 a raíz de la inauguración del nuevo sistema de transporte de alta frecuencia; la segunda y actual tuvo lugar en 2017, con la puesta en marcha de la tercera línea del mismo ferrocarril metropolitano, cuya nueva infraestructura habría de servir, a su vez, para permitir la entrada de los convoyes de cercanías de Euskotren al corazón de Bilbao, sustituyendo así a la antigua estación terminal de Achuri. Ambas actuaciones han implicado la demolición y reconstrucción de la estación, por lo que la actual Zazpikaleak/Casco Viejo es, en realidad, la tercera estación ferroviaria implementada en el mismo punto en el lapso de un siglo.

### Líneas 1 y 2 de metro (Metro Bilbao)

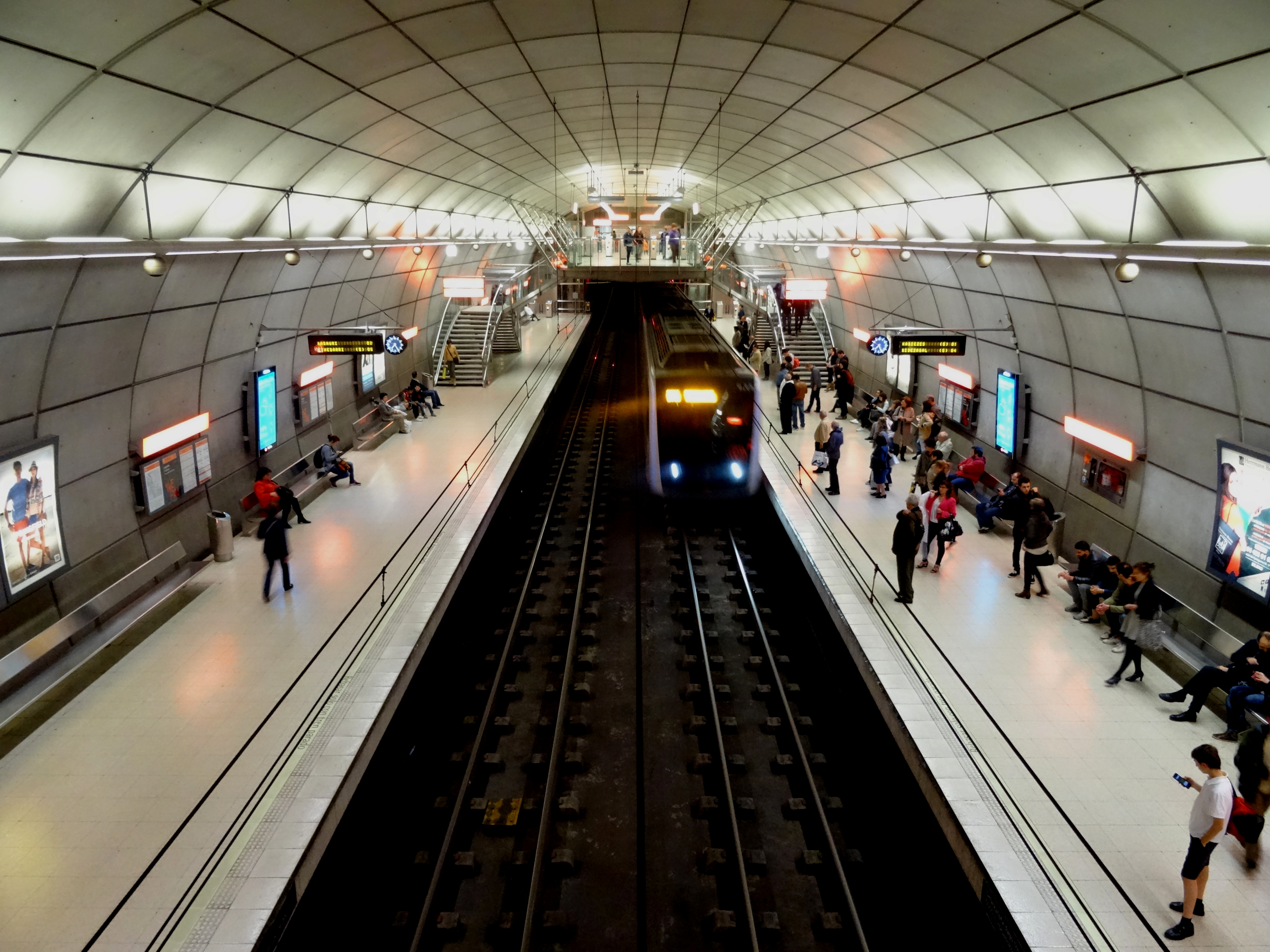
Andenes subterráneos de Metro Bilbao en Zazpikaleak/Casco Viejo, para las líneas L1 y L2 de la red de metro

Las instalaciones subterráneas de Metro Bilbao, inauguradas el 11 de noviembre de 1995, constituyeron la primera estación del nuevo servicio de metro en la zona, denominada simplemente Casco Viejo hasta 2017, con la puesta en marcha del primer tramo entre el Casco Viejo y Plentzia, embrión de la actual línea L1. La caverna con andenes se sitúa bajo las Calzadas de Mallona y la Plaza de Miguel de Unamuno, y se puede acceder a ella a través de dos tramos de pasillos rodantes desde dicha plaza, a través de un tramo de escaleras desde el vestíbulo de la plaza San Nicolás, o a través del ascensor que une Mallona con el interior del vestíbulo.

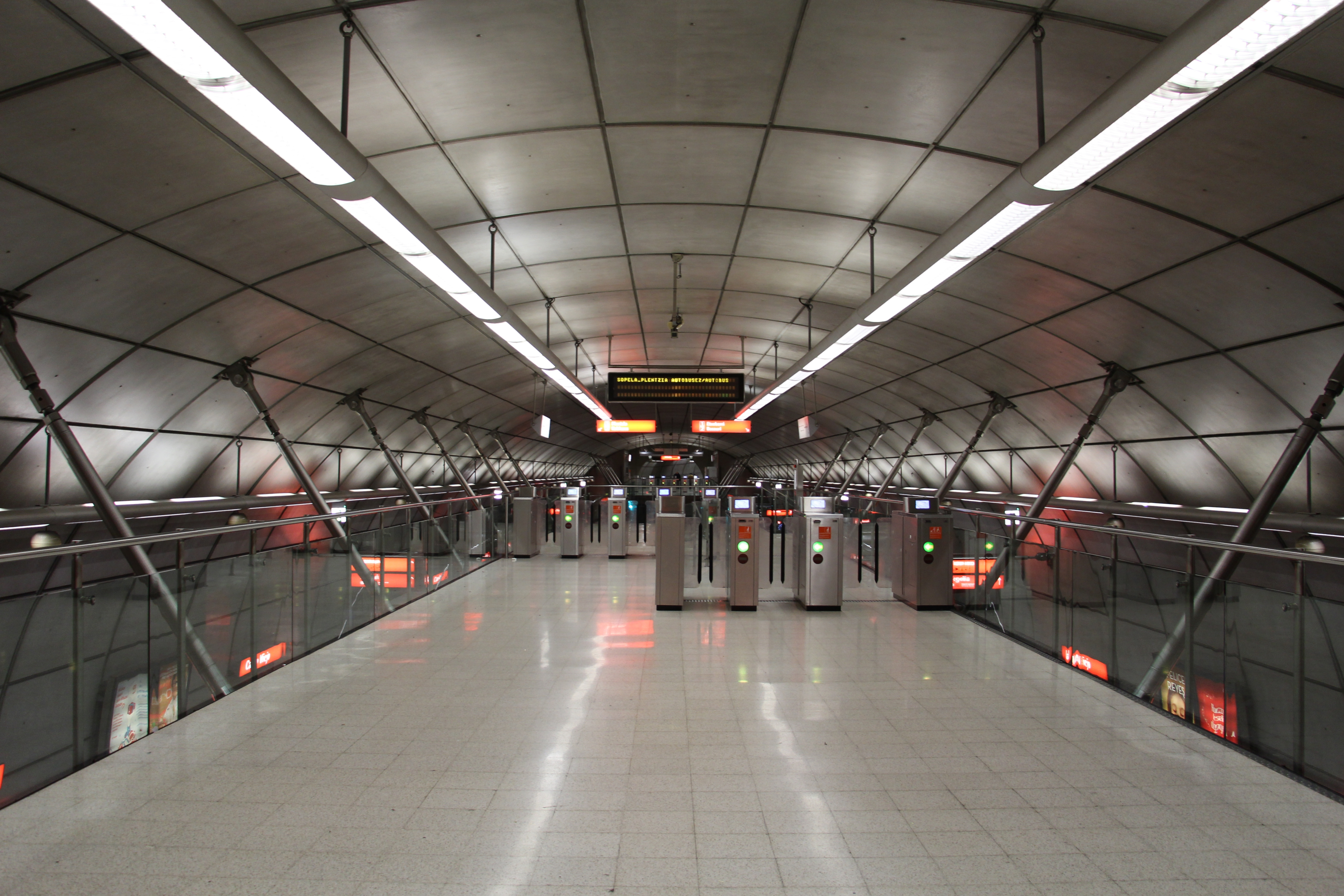
Una de las dos mezzaninas (con su línea de canceladoras) de acceso a los andenes de Metro Bilbao

#### Accesos
- Plaza Miguel de Unamuno, 1 (salida Unamuno)
- Mallona, Barrio La Cruz, 28 (salida Begoña)

### Línea 3 de metro y líneas de cercanías (Euskotren Trena)
La presencia en la zona de Eusko Trenbideak (ET/FV), actual Euskotren, data de su misma fundación en 1982, cuando se hizo cargo de la explotación de servicios por el Ferrocarril de Bilbao a Plencia; ello fue posible tras haberle sido transferida la línea al Consejo General Vasco, durante la Transición democrática, por parte del Gobierno de España.  
Con la llegada de ET/FV y su gestión, la estación de Bilbao-Aduana fue renombrada como Bilbao-San Nikolas, en un esfuerzo de dotarla de un nombre más actual, haciendo referencia a la plaza en que se encuentra. Con ET/FV se mantuvieron y reformaron, durante más de una década, los servicios de cercanías y de mercancías, antes prestados por Ferrocarriles y Transportes Suburbanos de Bilbao (FTS, heredera de la Compañía del Ferrocarril de Santander a Bilbao) y después por FEVE, por la que ya en aquel momento, y hasta su cierre como tal en 1995, era la línea de cercanías con mayor afluencia de pasajeros entre todas las gestionadas por la nueva operadora vasca.  
A comienzos de los años noventa, la muy demandada línea Bilbao–Plencia sufrió una serie de remodelaciones a lo largo de todo su tramo entre el barrio bilbaíno de San Ignacio (distrito de Deusto) y su final en la cabecera de Plencia. Las obras tenían como fin adaptar el trazado para su futura explotación como línea de metro, para así poder aumentar la velocidad y frecuencia de las circulaciones. Mediante dicha actuación, se soterraron vías, se reformaron o reconstruyeron estaciones (en superficie o subterráneas), se rectificó el trazado y se eliminaron diversos pasos a nivel. Al mismo tiempo, a la altura de San Ignacio, se inició la construcción de un trazado subterráneo completamente nuevo a través del centro de Bilbao, con estaciones intermedias completamente nuevas, que en aquella primera fase se extendería hasta la ubicación presente, el Casco Viejo. La idea era fusionar el tramo reformado Plencia–San Ignacio con el nuevo trazado San Ignacio–Casco Viejo, constituyéndose así el germen del nuevo sistema de metro para Bilbao y su área metropolitana.
Con la puesta en marcha del metro en noviembre de 1995, tras la cesión al Consorcio de Transportes de Bizkaia de dicho trazado, la línea de Bilbao a Plencia quedó mutilada, pero permanecieron en el fragmento restante estaciones aprovechables, con buena demanda de viajeros, entre las que se encontraban la estación de Matiko y el apeadero de la Universidad de Deusto. En un esfuerzo por sacar rendimiento de dichas estaciones y optimizar otros servicios de la compañía, Eusko Trenbideak decidió empalmar el trozo sobrante de la línea Bilbao–Plencia con la Bilbao–Lezama (precursora de la actual E3) centralizando sus operaciones del Casco Viejo en el emplazamiento de la estación de Bilbao-San Nikolas y prescindiendo de la cabecera de la línea de Lezama: la estación de Bilbao-Calzadas, ubicada en la Plaza de Miguel de Unamuno, menos céntrica que Bilbao-San Nikolas. El empalme se realizó mediante la construcción de un túnel subterráneo entre ambas terminales, con lo que la futura estación del Casco Viejo ya no sería terminal, sino pasante, y se extendería la llamada línea del Txorierri hasta San Ignacio. En la misma operación, el edificio de la veterana estación de Bilbao-Aduana/Bilbao-San Nikolas fue demolido, construyéndose otro nuevo, que daría acceso a los andenes de cercanías de EuskoTren en superficie, además de los andenes subterráneos de Metro Bilbao, de manera similar a como se hace hoy. La nueva estación de cercanías de la línea San Ignacio–Lezama en el Casco Viejo bilbaíno fue bautizada como Zazpi Kaleak-Casco Viejo. Su llamativo edificio, construido en hormigón armado, contaba con unas escaleras en su techo y laterales, que fueron ideadas con el fin de extenderlas hasta el Parque de Etxebarria, si bien dicho proyecto nunca llegó a concluirse, por lo que las escaleras permanecieron cerradas al público (verjadas) durante toda la existencia de la estación.  

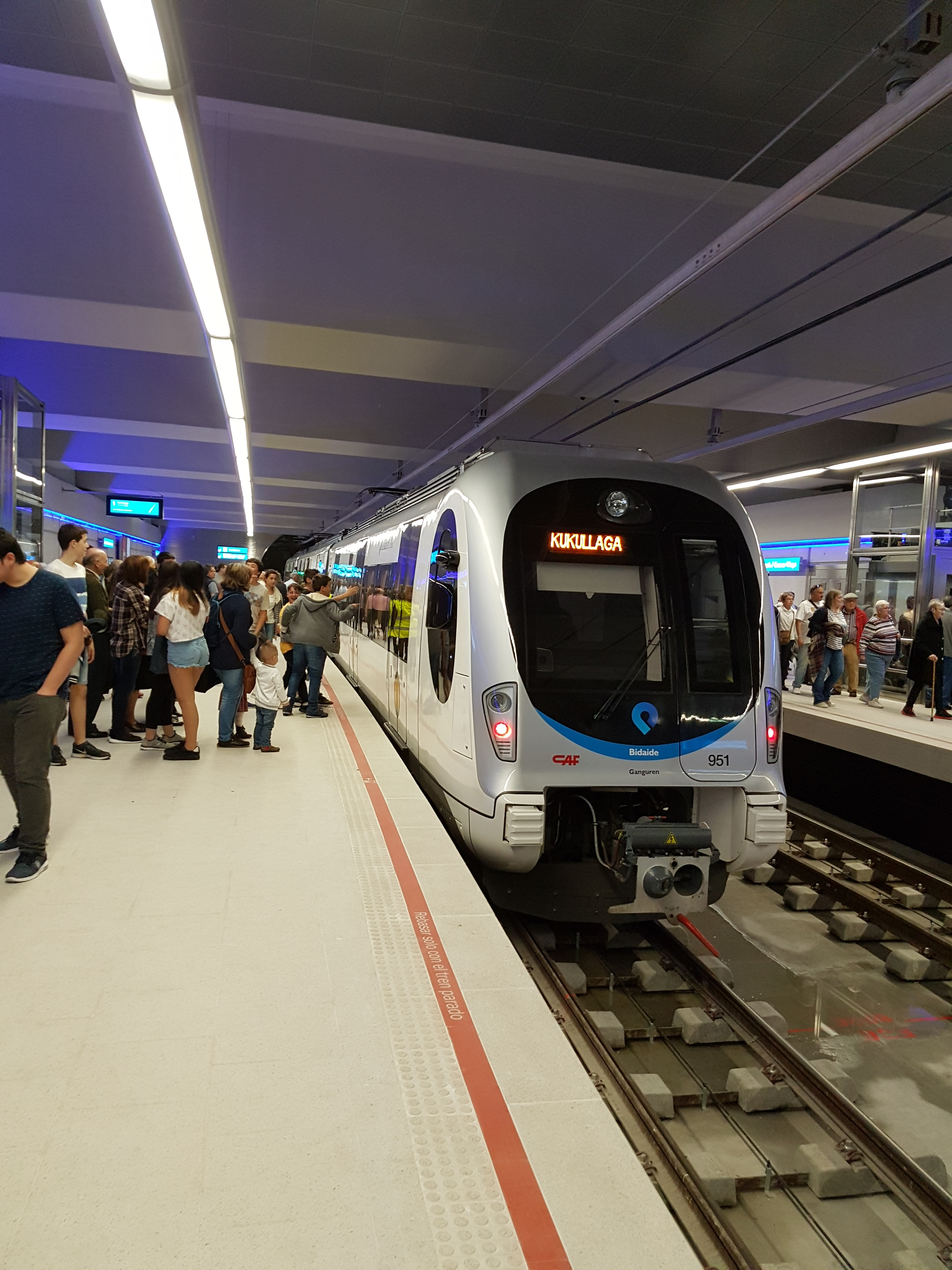
Andén sentido Kukullaga (L3/E3) de la actual estación de Euskotren, el día de su puesta en marcha (7 de abril de 2017)

Durante cinco años, entre 2010 y 2015, tras el cierre del último tramo restante del trazado original de la línea Bilbao–Plencia a causa de las obras de la línea 3 de la red de metro, Zazpi Kaleak-Casco Viejo recuperó temporalmente su condición de estación terminal de la línea del Txorierri. Al final, la estación fue clausurada y demolida, para construir en su lugar el actual edificio: más moderno, completamente cubierto, y con andenes en un nivel superior, como exigía la nueva infraestructura de acceso de Euskotren a Bilbao por el noreste. La nueva estación, bautizada como Zazpikaleak/Casco Viejo, entró en funcionamiento junto con las nuevas líneas del Txorierri (E3) y de metro (L3) el 8 de abril de 2017. En septiembre de 2019 se concluyó la centralización de los servicios de Euskotren Trena en el nuevo trazado, con la incorporación de los trenes de la línea E4 (de Bermeo).      

#### Galería: Vestíbulo de San Nicolás

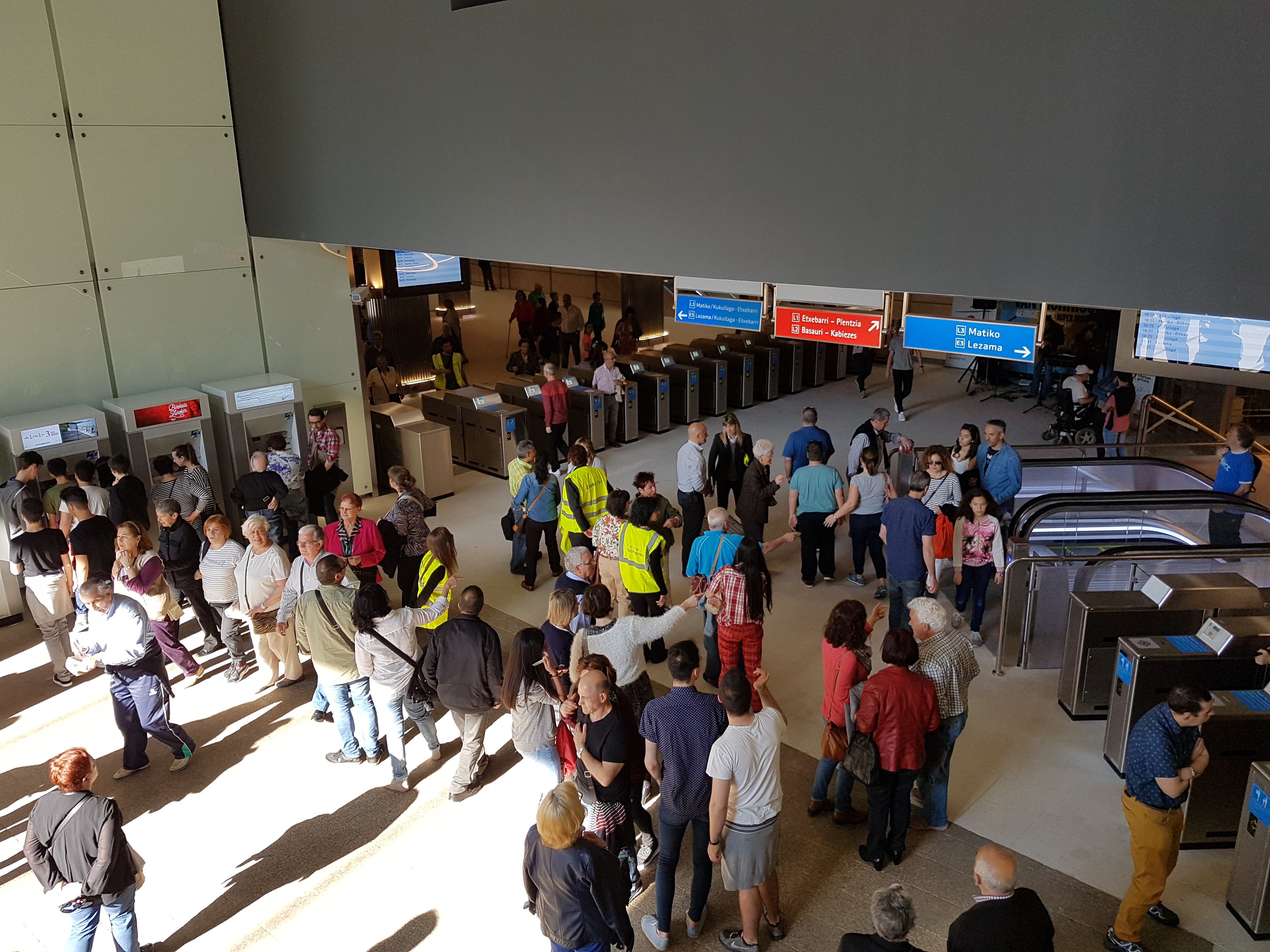
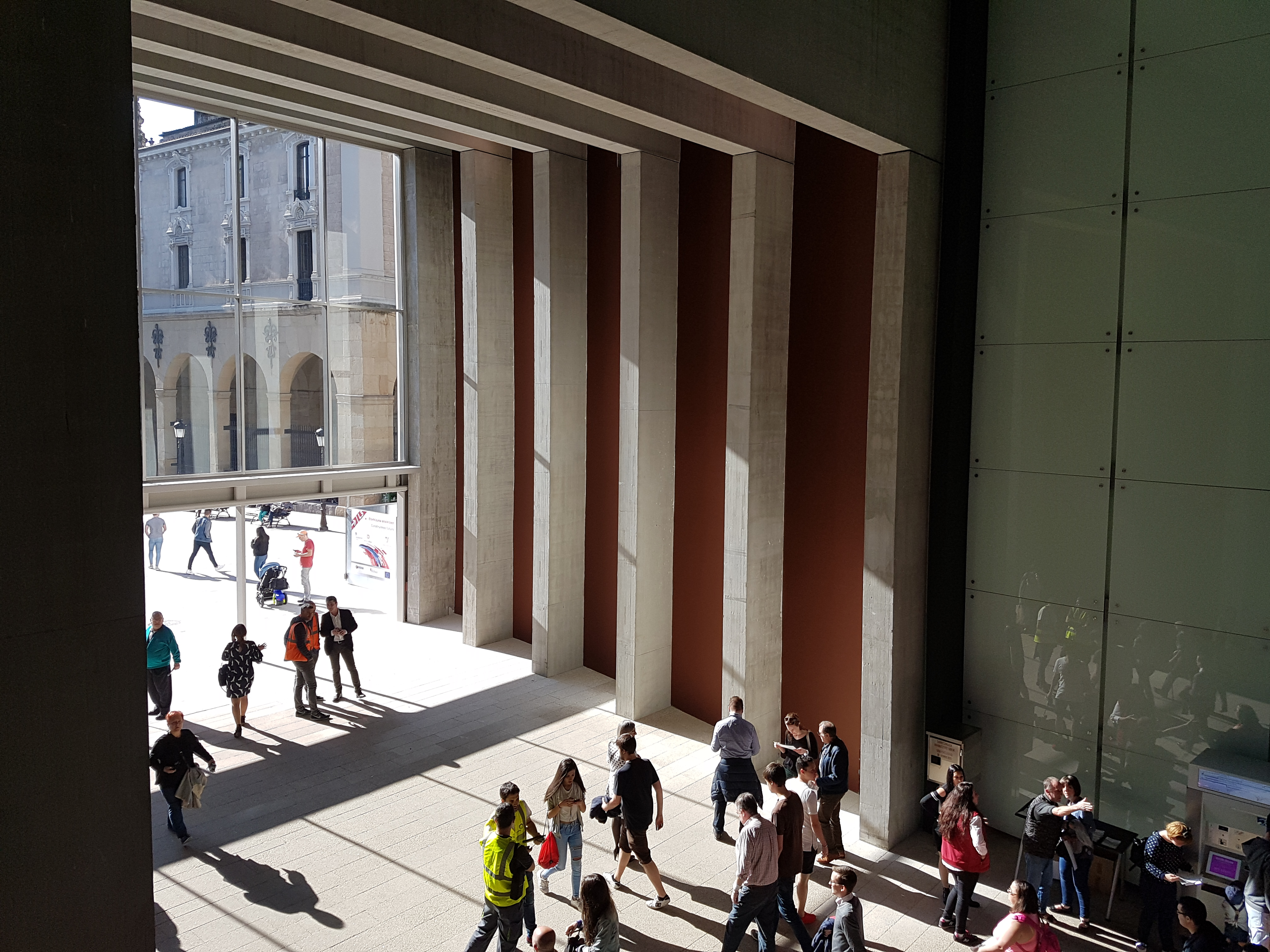
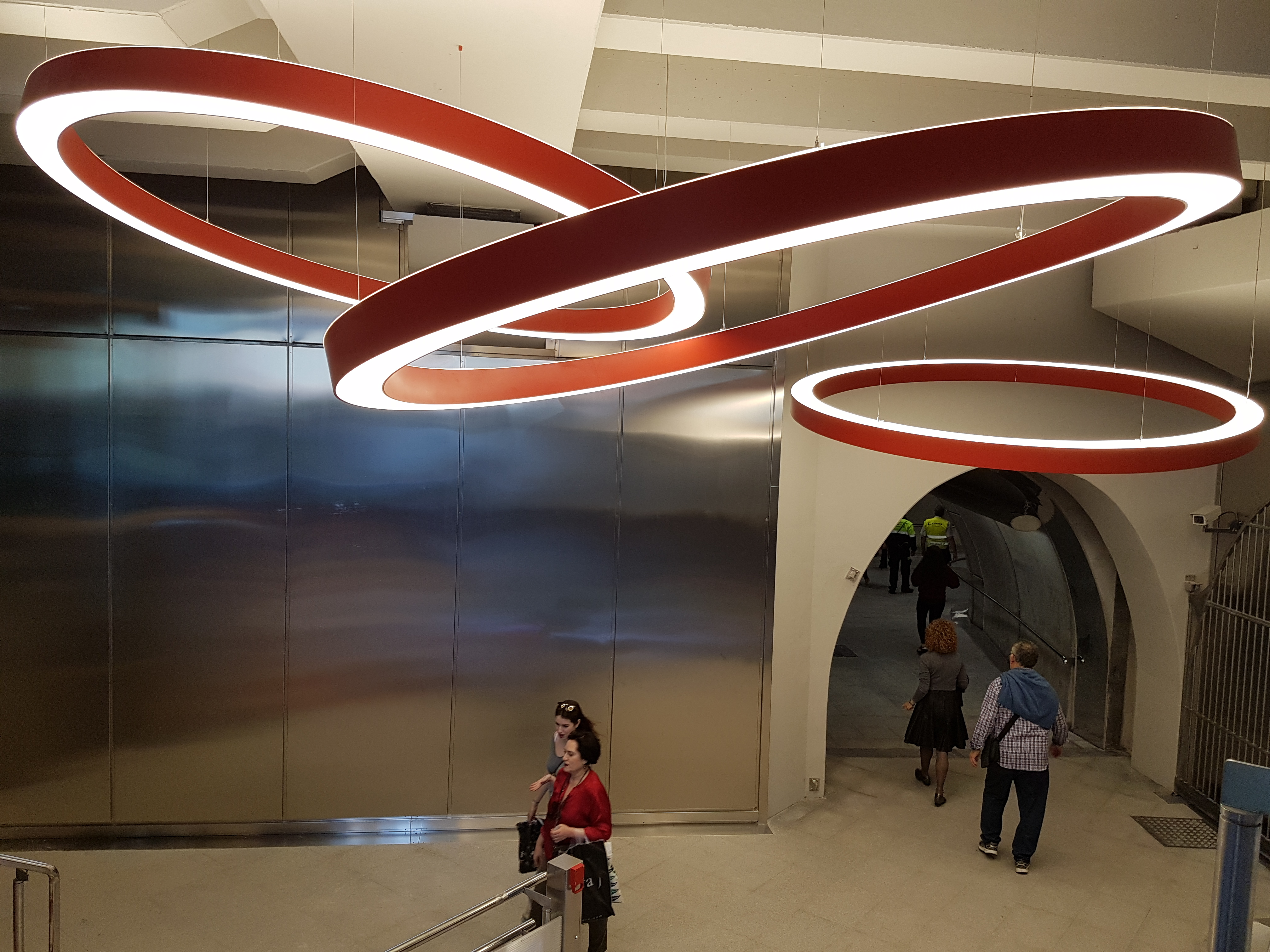
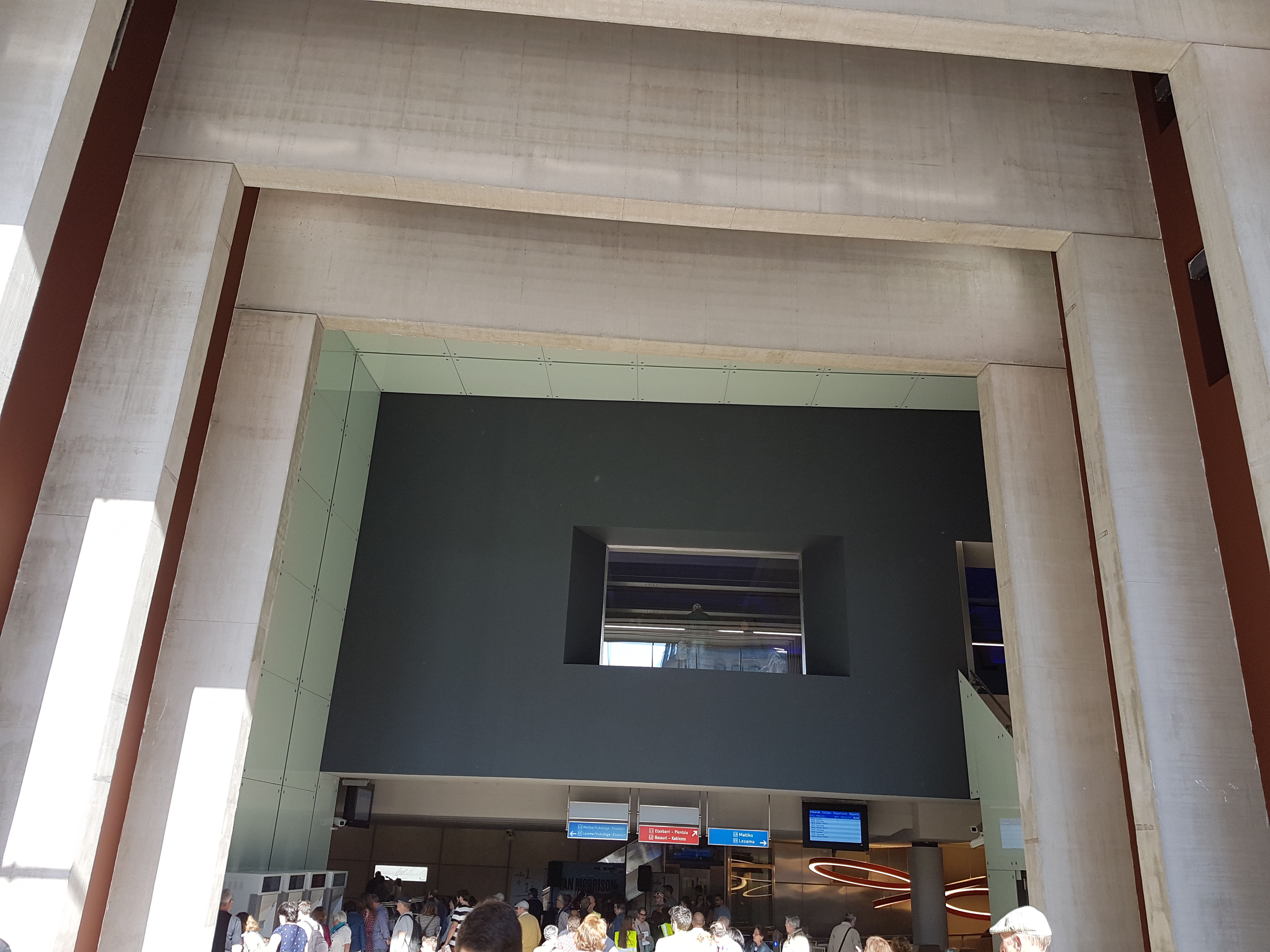
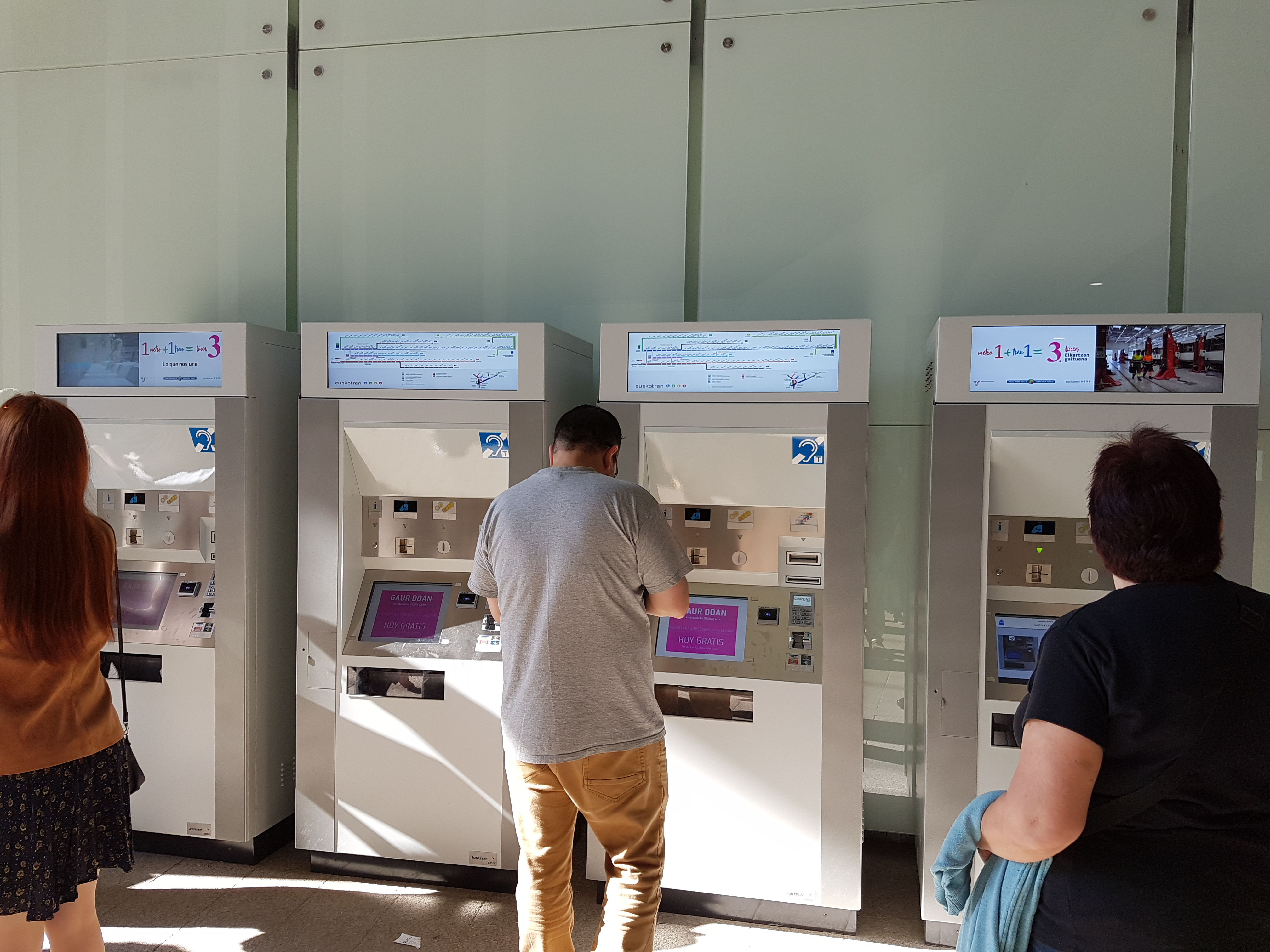
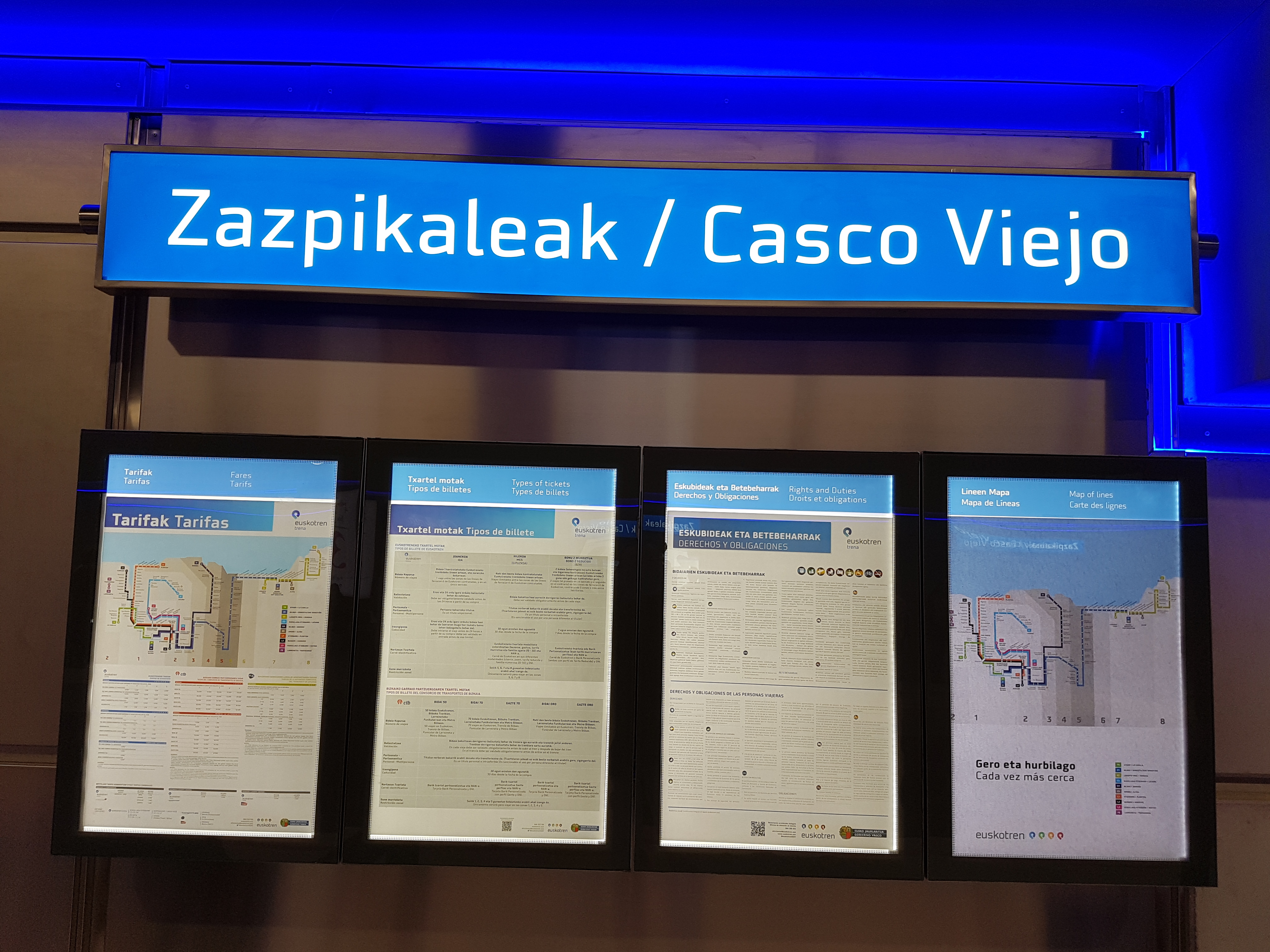

#### Accesos
- Plaza San Nicolás, 3 (salida S. Nicolás - EuskoTren)